# Sumony
Sumony é um município da Hungria, situado no condado de Baranya. Tem 20,21 km² de área e sua população em 2019 foi estimada em 419 habitantes.